# Ellen van Langen
Ellen Gezina Maria van Langen - (Oldenzaal, Holanda, 9 de febrero de 1966) es una atleta holandesa especialista en pruebas de media distancia que fue campeona olímpica de 800 metros en los Juegos de Barcelona 1992.
Antes de dedicarse al atletismo era jugadora de fútbol en su país. Empezó a correr bastante tarde, a mediados de los años 1980, cuando un profesor descubrió sus aptitudes para el medio fondo.
Su primer resultado destacable fue en 1989 cuando ganó la medalla de plata en los 800 metros de la Universiada de Duisburgo, por detrás de la cubana Ana Fidelia Quirós.
En los Campeonatos de Europa al aire libre de Split 1990 finalizó en 4.ª posición, haciendo su mejor marca personal con 1:57,57.
Sin embargo en los Campeonatos del Mundo de Tokio 1991, tuvo una pobre actuación, siendo eliminada en la primera ronda con 2:02,02.
El gran éxito de su carrera deportiva llegó al año siguiente en los Juegos Olímpicos de Barcelona 1992. Los pronósticos señalaban como principales favoritas a la rusa Lilia Nurutdinova y a la cubana Ana Fidelia Quirós, campeona y subcampeona el año anterior en Tokio, aunque van Langen había hecho una gran temporada y llegaba con la mejor marca mundial del año (1:56,66).
La final olímpica, disputada el 3 de agosto, fue muy rápida, con la rusa Nurutdinova tirando muy fuerte en cabeza. Pasó los primeros 400 metros en 55,73 s mientras van Langen estaba en la parte trasera de la carrera, en 6.ª posición. Sin embargo logró resistir el ritmo de cabeza y con un devastador cambió de ritmo final acabó llevándose la medalla de oro con 1:55.54, su mejor marca personal de siempre y la mejor marca mundial del año. La medalla de plata fue para Lilia Nurutdinova (1:55,99) y la de bronce para la cubana Ana Fidelia Quirós (1:56,80).
En ese año Langen ganó diez de las once carreras de 800 metros en que participó. 
Tras su victoria olímpica no volvería a conseguir triunfos importantes, debido principalmente a sus numerosas lesiones. Su mejor actuación fue la 6.ª posición en los Campeonatos del Mundo de Gotemburgo 1995.
Una lesión en un muslo le impidió participar en los Juegos Olímpicos de Atlanta 1996. Se retiró definitivamente del atletismo en 1998.
Van Langen se doctoró en economía por la Universidad de Ámsterdam, y actualmente trabaja en la compañía Global Sports Communication, dedicada al management deportivo.

## Marcas personales
- 800 metros - 1:55,54 (Barcelona, 3 Ago 1992)
- 1.500 metros - 4:06,97 (Lausana, 6 Jul 1994)